# Вышка-бабушка
«„Вышка-бабушка“ — первооткрывательница башкирской нефти» — мемориальный комплекс в городе Ишимбае, расположенный в сквере Нефтяников, рядом с улицей Первооткрывателей Башкирской Нефти. Является визитной карточкой Ишимбая.
Открыт 2 августа 1967 года.

## Описание

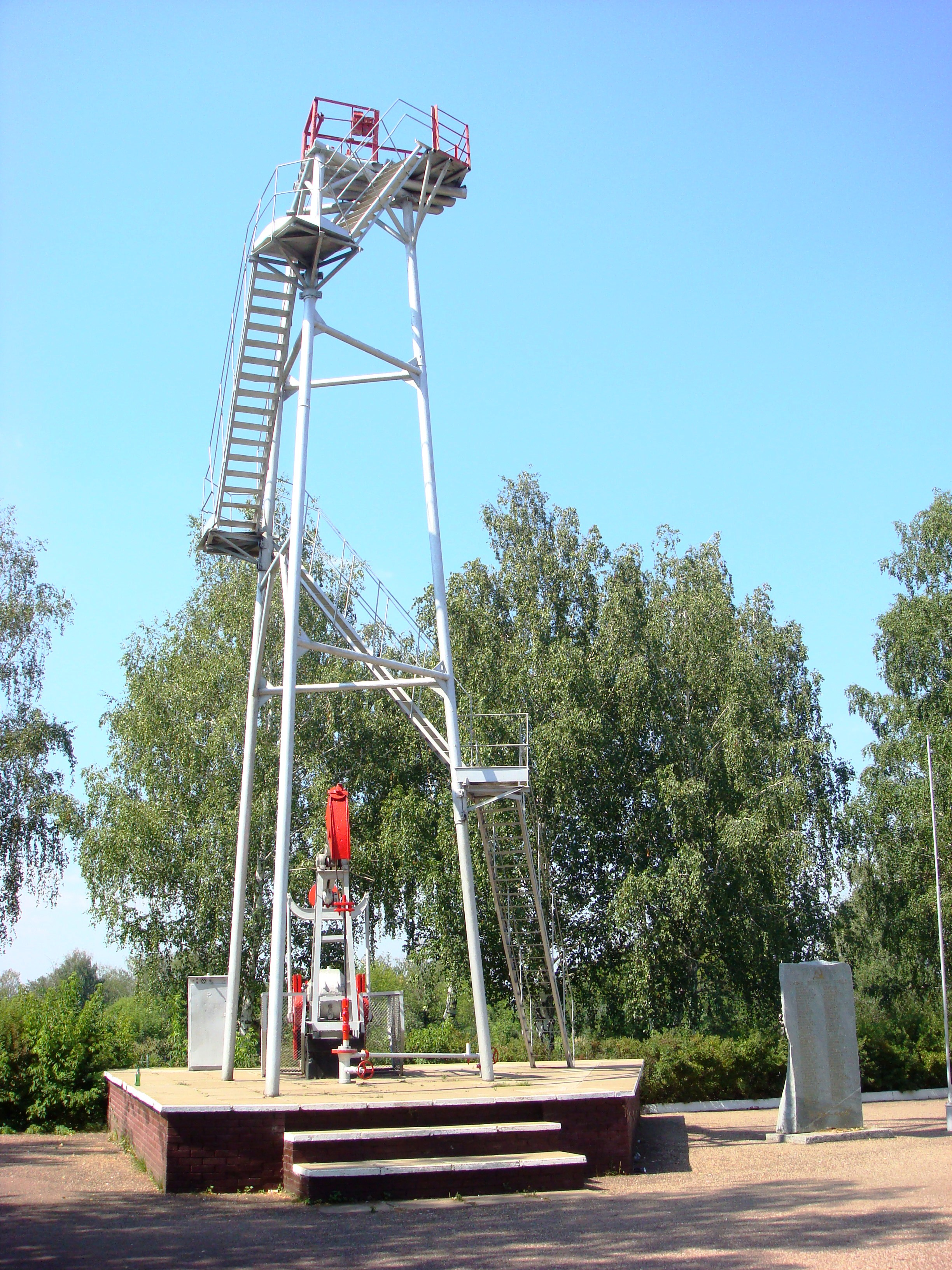
Нефтяная вышка

Представляет собой комплекс памятных сооружений. На бетонном основании, которое поднято над уровнем земли, установлена трёхствольная металлическая конструкция в виде усечённой пирамиды. Это главный элемент комплекса — законсервированная нефтяная вышка, ласково называемая «Вышка-бабушка» — скважина № 702 — первооткрывательница башкирской нефти. Она положила начало «Второго Баку», 16 мая 1932 года в 11 часов 30 минут с глубины 680,15 метра выбросив первый 36-метровый фонтан промышленной нефти. Скважина № 702 забурена 3 июня 1931. Глубина позднее увеличена до 800 метров, дала 7 выбросов с дебитом, первоначально 11,4 тонны нефти в сутки, дойдя до отметки 20 тонн в сутки. С января 1964 не эксплуатировалась, 16 апреля 1981 произведена ликвидация скважины № 702. За 10330 дней эксплуатации «вышка-бабушка» выкачала 37885 тонн нефти. Наверху вышки находится рабочая площадка, подъём на которую осуществляется при помощи металлической четырёхмаршевой лестницы, идущей по наружному контуру вышки. В центре бетонной площадки находится насос-качалка.

Нефтяная вышка и памятная стела

Возле вышки установлена памятная стела. На ней — вереница светлых нефтяных вышек, шагающих вдаль. В чеканке изображена фигура девушки, простирающей руки в сторону «Вышки-бабушки». На квадратном поле, слева от чеканки надпись:
«16.05.1932 г. скважина 702 положила начало „ВТОРОГО БАКУ“».
Возле мемориальной стены 16 мая 1982 года установили гранитную стелу с именами нефтяников.
По аллеям установлены таблички с открытыми месторождениями.

## Отражение в произведениях искусства
«Вышке-бабушке» посвятил стихи поэт Мадриль Гафуров.